# 四和村 (青森県)
四和村（しわむら）は、かつて青森県上北郡にあった村。

## 沿革
- 1889年（明治22年）4月1日 - 町村制施行により上北郡米田村、伝法寺村、滝沢村、大不動村が合併し、四和村が発足。
- 1955年（昭和30年）3月1日 - 三本木市に編入され消滅。

## 公共施設
三本木市との合併時点分
- 四和郵便局
- 米田小学校
- 長下小学校
- 瀧沢小学校
- 伝法寺小学校
- 大不動小学校
- 米田中学校
- 長下中学校
- 瀧沢中学校
- 伝法寺中学校
- 大不動中学校